# هوهانس هوهانیسیان
هوهانس سرگویی هوهانیسیان (ارمنی: Հովհաննես Սերգոյի Հովհաննիսյան؛ زادهٔ ۵ ژوئیهٔ ۱۹۵۲) یک سیاستمدار اهل ارمنستان است که از تاریخ ۱۹۹۰ تا تاریخ ۱۹۹۹ سمت نمایندگی دوره اول شورای عالی جمهوری ارمنستان و دوره اول مجلس ملی جمهوری ارمنستان را برعهده داشت.

## زندگی‌نامه
در ۵ ژوئیهٔ ۱۹۵۲ در ایروان به دنیا آمد و از دانشگاه ملی پلی‌تکنیک ارمنستان فارغ‌التحصیل شد. 